# Euploea harrisii
Euploea harrisii är en fjärilsart som beskrevs av Moore 1883. Euploea harrisii ingår i släktet Euploea och familjen praktfjärilar. Inga underarter finns listade i Catalogue of Life.